# 基思·理查兹
基思·理查兹（英語：Keith Richards，1943年12月18日—），英国音乐家、歌手、词曲創作人，以及英国摇滚乐队滚石樂團的创始成员之一。隨著樂團在1989年被引入搖滾名人堂 ，     在滚石杂志一百大吉他手，2003年列為第10名，2011年列為第4名。与主唱米克·贾格尔合作的歌曲中有十四首入选滚石杂志五百大歌曲。

## 早期生活
基思·理查兹出生于伦敦以东泰晤士河的达特福德，并在那里长大。基思·理查兹是伯特·理查兹和多丽丝·理查兹（娘家姓杜普里）唯一的孩子。父亲伯特和母亲多丽丝都在埃德蒙顿一家工厂上班而相识。基思的祖父，西奥多·奥古斯都·杜普利曾在父亲的朋友处学会了拉小提琴，掌握多种乐器演奏。促进了基思对音乐的兴趣和热爱。
1959年，基思十五岁时候，母亲给他买了他的第一把吉他。同年，基思·理查兹被达特福德技校开除，转入锡德卡普艺术学院。在锡德卡普艺术学院里他投入了更多的时间来演奏吉他，在此期间他学会了大部分的查克·贝里的独奏。
基思·理查兹与米克·贾格尔曾是小学同学，也是邻居。后来基思·理查兹搬家，米克·贾格尔也从丹佛路搬到了郊区的威尔明顿，两人就此分别。后来在基思·理查兹1962年4月写的一封信中，详细记录了1961年在达福德火车站遇到米克·贾格尔的情形。当时基思·理查兹手里拿着一张查克·贝里的唱片引起了米克·贾格尔的注意。传闻这是两人幼年分别后的第一次见面，但在基思·理查兹的自传小说《滚吧，生活》中提到在这次相遇之前，基思·理查兹曾经在达特福德市政厅外遇到过米克·贾格尔，那是组建滚石乐队的前三年，当时米克·贾格尔15岁，在打暑期工卖冰淇淋。基思·理查兹买了一份，并表示“我还求他给我多装点儿”。